# Filmes de 1947 da Republic Pictures

## Introdução

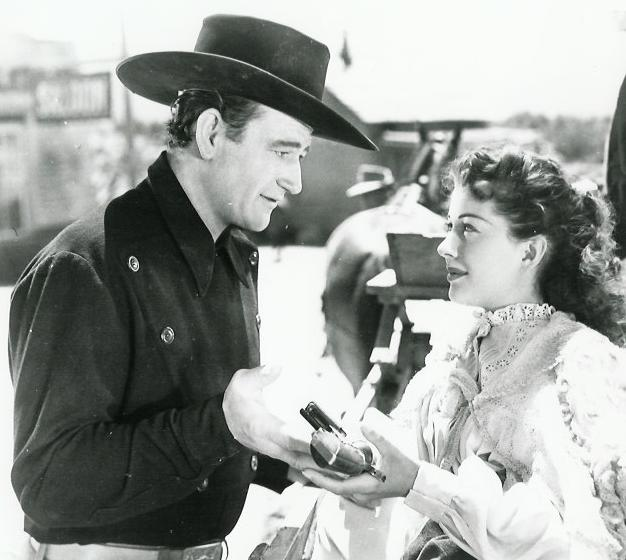
John Wayne e Gail Russell em cena de Angel and the Badman, lançamento classe A da Republic.

Em 1947, a Republic Pictures lançou 43 produções.
Este foi o ano em que o estúdio produziu sua única animação, o curta-metragem It's a Grand Old Nag. Em 1949, quatro outras seriam lançadas, mas foram produzidas por outra companhia, a An Impossible Picture. 1947 viu também a única opereta feita pelo estúdio, a aventura ambientada no Velho Oeste Northwest Outpost. O elenco era encabeçado por Nelson Eddy, que aposentou-se em seguida.
Um lançamento importante foi o faroeste Angel and the Badman, o primeiro filme produzido por John Wayne. Estrelado pelo próprio Wayne e pela malfadada Gail Russell, a película alcançou pouca repercussão quando lançada, mas com o tempo ganhou a simpatia do público, graças às inúmeras reprises na televisão norte-americana.
Marshal of Cripple Creek marcou o fim da linha da série Red Ryder, que teve 16 filmes estrelados por Bill Elliott e, depois, outros sete com Allan Lane. Em todos eles, o sidekick Little Beaver (Castorzinho no Brasil) foi vivido por Bobby Blake, o futuro Baretta da clássica série de TV. Contudo, o personagem foi retomado pela Eagle-Lion, que produziu mais quatro fitas em cores em 1949, com Jim Bannon e Little Brown Jug nos papéis principais.
A marca registrada da Republic, o logotipo com uma águia, apareceu pela primeira vez no seriado Jesse James Rides Again. O logo era enriquecido pelas palavras A Republic Production, que, no entanto, foram substituídas por A Republic Serial em todos os seriados subsequentes.
Assim como acontecera no ano anterior, novamente nenhum filme recebeu a atenção da Academia. Todavia, Bill and Coo, fantasia para crianças sobre uma comunidade de pássaros aterrorizada por um corvo, recebeu um Oscar Especial. Produzido pela Ken Murray Production em Trucolor, o filme foi apenas distribuído pela Republic (em 1948).

## PrêmiosOscar
Vigésima cerimônia, com os filmes exibidos em Los Angeles no ano de 1947.
| Nenhuma produção recebeu quaisquer indicações |
| --------------------------------------------- |

### Prêmio Honorário (Certificado)
- Bill and Coo, "em que criatividade e paciência combinam-se em um novo e divertido uso da atividade de fazer filmes".[1][2]

## Seriados do ano
| Título original         | Título PT/BR           | Título PT/PT             | Astro         | Diretor                                | Episódios | Gênero   |  |
| ----------------------- | ---------------------- | ------------------------ | ------------- | -------------------------------------- | --------- | -------- |  |
| The Black Widow         | A Aranha Mortal        | O Mistério da Dama Negra | Bruce Edwards | Spencer Gordon Bennett/Fred C. Brannon | 13        | Policial |  |
| Jesse James Rides Again | A Volta de Jesse James |                          | Clayton Moore | Fred C. Brannon/Thomas Carr            | 13        | Faroeste |  |
| Son of Zorro            | O Filho do Zorro       | O Filho do Zorro         | George Turner | Spencer Gordon Bennett/Fred C. Brannon | 13        | Aventura |  |

## Filmes do ano
| Título original                 | Título PT/BR                 | Título PT/PT          | Astros                         | Diretor            | Gênero   |
| ------------------------------- | ---------------------------- | --------------------- | ------------------------------ | ------------------ | -------- |
| Along the Oregon Trail          |                              |                       | Monte Hale, Adrian Booth       | R. G. Springsteen  | Faroeste |
| Angel and the Badman            | O Anjo e o Malvado           | A Última Jornada      | John Wayne, Gail Russell       | James Edward Grant | Faroeste |
| Apache Rose                     | A Barca do Jogo              |                       | Roy Rogers, Dale Evans         | William Witney     | Faroeste |
| Bandits of Dark Canyon          | O Fantasma do Desfiladeiro   |                       | Allan Lane, Bob Steele         | Philip Ford        | Faroeste |
| Bells of San Angelo             | Sinos de San Angelo          |                       | Roy Rogers, Dale Evans         | William Witney     | Faroeste |
| Blackmail                       |                              |                       | William Marshall, Adele Mara   | Lesley Selander    | Policial |
| Calendar Girl                   | A Rapariga do Calendário     |                       | Jane Frazee, William Marshall  | Allan Dwan         | Musical  |
| Driftwood                       |                              |                       | Ruth Warrick, Walter Brennan   | Allan Dwan         | Drama    |
| Exposed                         | Engano Fatal                 | A Luta Contra o Crime | Adele Mara, Robert Scott       | George Blair       | Policial |
| The Fabulous Texan              | Paixão Sangrenta             |                       | Bill Elliott, John Carroll     | Edward Ludwig      | Faroeste |
| The Flame                       | Chama do Pecado              |                       | John Carroll, Vera Ralston     | John H. Auer       | Policial |
| The Ghost Goes Wild             | Por Conta do Fantasma        |                       | James Ellison, Anne Gwynne     | George Blair       | Comédia  |
| Hit Parade of 1947              | Romance, Sorriso e Música    | Grande Parada Musical | Eddie Albert, Constance Moore  | Frank McDonald     | Musical  |
| Homesteaders of Paradise Valley | Várzeas em Chamas            |                       | Allan Lane, Bobby Blake        | R. G. Springsteen  | Faroeste |
| Last Frontier Uprising          |                              |                       | Monte Hale, Adrian Booth       | Lesley Selander    | Faroeste |
| The Magnificent Rogue           |                              |                       | Lynne Roberts, Warren Douglas  | Albert S. Rogell   | Comédia  |
| Marshal of Cripple Creek        | Cartas Marcadas              |                       | Allan Lane, Bobby Blake        | R. G. Springsteen  | Faroeste |
| Northwest Outpost               | Canção de Duas Vidas         | Natacha               | Nelson Eddy, Ilona Massey      | Allan Dwan         | Faroeste |
| On the Old Spanish Trail        | Na Velha Senda               |                       | Roy Rogers, Tito Guizar        | William Witney     | Faroeste |
| Oregon Trail Scouts             | Cachimbo da Paz              |                       | Allan Lane, Bobby Blake        | R. G. Springsteen  | Faroeste |
| The Pilgrim Lady                | A Dama Peregrina             |                       | Lynne Roberts, Warren Douglas  | Lesley Selander    | Romance  |
| The Pretender                   | Prisioneiro do Medo          |                       | Albert Dekker, Catherine Craig | W. Lee Wilder      | Policial |
| Robin Hood of Texas             | Robin Hood no Texas          |                       | Gene Autry, Lynne Roberts      | Lesley Selander    | Faroeste |
| Rustlers of Devil's Canyon      | A Quadrilha do Vale          |                       | Allan Lane, Bobby Blake        | R. G. Springsteen  | Faroeste |
| Saddle Pals                     | Desmascarando Criminosos     |                       | Gene Autry, Lynne Roberts      | Lesley Selander    | Faroeste |
| Spoilers of the North           |                              |                       | Paul Kelly, Adrian Booth       | Richard Sale       | Drama    |
| Springtime in the Sierras       | Primavera nas Serras         |                       | Roy Rogers, Jane Frazee        | William Witney     | Faroeste |
| That's My Gal                   |                              |                       | Lynne Roberts, Don 'Red' Barry | George Blair       | Musical  |
| That's My Man                   | A Última Esperança           |                       | Don Ameche, Catherine McLeod   | Frank Borzage      | Drama    |
| Trail to San Antone             | A Corrida do Diabo           |                       | Gene Autry, Peggy Stewart      | John English       | Faroeste |
| The Trespasser                  | Falsificadores               |                       | Dale Evans, Warren Douglas     | George Blair       | Mistério |
| Twilight on the Rio Grande      | Conflito na Fronteira        |                       | Gene Autry, Sterling Holloway  | Frank McDonald     | Faroeste |
| Under Colorado Skies            |                              |                       | Monte Hale, Adrian Booth       | R. G. Springsteen  | Faroeste |
| Vigilantes of Boomtown          | Motim em Nevada              |                       | Allan Lane, Bobby Blake        | R. G. Springsteen  | Faroeste |
| Web of Danger                   |                              |                       | Adele Mara, Bill Kennedy       | Philip Ford        | Drama    |
| The Wild Frontier               | Fronteira Indômita           |                       | Allan 'Rocky' Lane, Jack Holt  | Philip Ford        | Faroeste |
| Winter Wonderland               | Romance no Inverno           |                       | Lynne Roberts, Charles Drake   | Bernard Vorhaus    | Romance  |
| Wyoming                         | ...E Uma Nova Aurora Surgirá |                       | Bill Elliott, Vera Ralston     | Joseph Kane        | Faroeste |
| Yankee Fakir                    |                              |                       | Douglas Fowler, Joan Woodbury  | W. Lee Wilder      | Mistério |

## Outros
| Título               | Narração     | Diretor      | Duração   | Gênero   |
| -------------------- | ------------ | ------------ | --------- | -------- |
| It's a Grand Old Nag | Stan Freberg | Bob Clampett | 7 minutos | Animação |